# Henry Nottidge Moseley
Henry Nottidge Moseley (Wandsworth, 14 november 1844 – Clevedon, 10 november 1891) was een Britse natuuronderzoeker die in 1872 tot 1876 op de wereldwijde wetenschappelijke expeditie van HMS Challenger mee voer.

## Biografie
Moseley werd geboren in Wandsworth, een district in Londen, als zoon van Henry Moseley. Hij volgde zijn opleiding aan de Harrow School, aan het Exeter College, Oxford en aan de University of London (geneeskunde). Hij trouwde in 1881 met Amabel Gwyn Jeffreys, dochter van de concholoog John Gwyn Jeffreys. Zij waren de ouders van de bekende Britse natuurkundige Henry Gwyn Jeffreys Moseley.
Moseley hield de Royal Society Croonian Lecture in 1878 en werd in 1879 verkozen tot Fellow of the Royal Society. Hij nam als natuuronderzoeker deel aan expedities naar Ceylon, Californië en Oregon, en met name was hij in de Challenger-expeditie aan boord van de HMS Challenger van 1872 tot 1876 met meer dan 120,000 km van de wereldzeeën. Moseley werkte aan de Universiteit van Londen in 1879, en hij kreeg de Linacre-leerstoel voor menselijke en vergelijkende anatomie aan het Merton College in Oxford in 1881. In hetzelfde jaar raakte Moseley betrokken bij de onderhandelingen over de schenking van de Pitt-Rivers-donatie, die vanaf 1884 het Pitt Rivers Museum zou vormen. Moseley hield met Edward Burnett Tylor toezicht op de overdracht van Pitt-Rivers' collectie van Londen naar Oxford.
Moseley oefende significante invloed uit op zijn bekende studenten Halford Mackinder en Walter Garstang, die onder supervisie van Moseley zijn carrièrekeuze van geneeskunde naar zoölogie veranderde. Moseley werd bekroond met de Royal Society's Royal Medal in 1887. Moseley bestudeerde de biologie van ongewervelde dieren en de fylogenie van geleedpotigen, koralen en weekdieren.

## Publicaties
Moseley's publicaties omvatten:
- Over Oregon[5] (1878).
- Over de structuur van de Sylasteridae (1878).
- Aantekeningen door een natuuronderzoeker over de Challenger[6] (1879).

## Trivia
Moseley wordt vernoemd in de Latijnse naam van de soort, de noordelijke rockhopperpinguïn, de Eudyptes moseleyi.